# The Harbour Lights (1923)
The Harbour Lights é um filme de drama mudo produzido no Reino Unido, dirigido por Tom Terriss e lançado em 1923.